# 普羅赫拉德納亞河
54°36′54″N 20°14′38″E / 54.6149°N 20.2440°E
普羅赫拉德納亞河（俄语：Прохладная），是俄羅斯的河流，位於該國西部加里寧格勒州，最終注入維斯圖拉潟湖，河道全長77公里，流域面積1,170平方公里。